# Казанцев, Виктор Германович

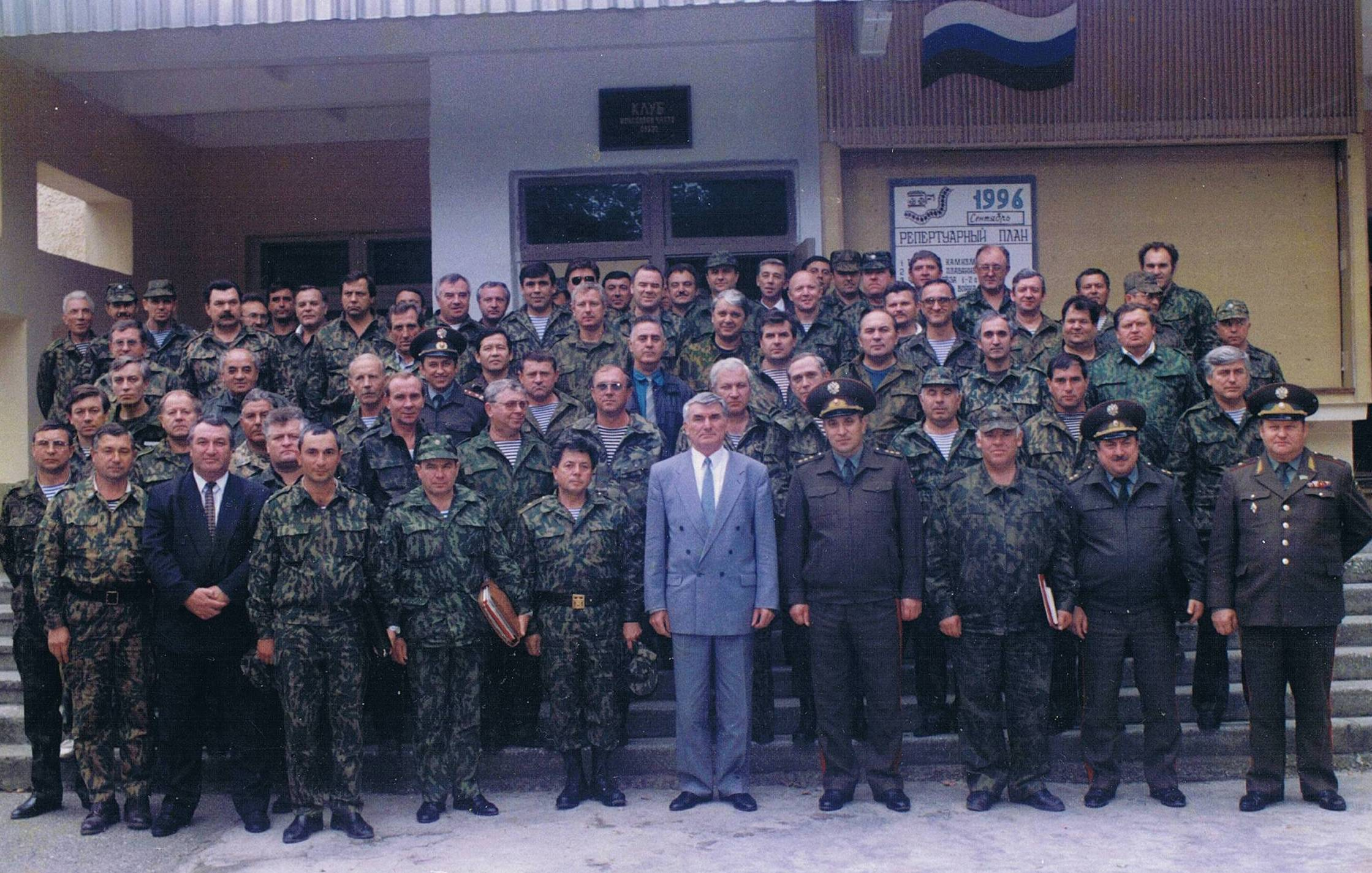
На военном сборе глав районов Адыгеи и Кубани в 9-й мсд.1996. Майкоп. В центре Президент РА Джаримов, Аслан Алиевич, левее К. И. Черепанов, генерал-майор (советник Президента РА по военным вопросам и делам казачества), правее генералы: командующий войсками СКВО А. В. Квашнин, заместители командующего войсками СКВО В. Г. Казанцев, Л. Шатворян, А. Дорофеев.

Ви́ктор Ге́рманович Каза́нцев (22 февраля 1946, пгт. Коханово, Толочинский район, Витебская область, Белорусская ССР, СССР — 14 сентября 2021, Краснодар, Россия) — советский и российский военачальник, государственный деятель. Герой Российской Федерации (1999), генерал армии (2000). Командующий войсками Северо-Кавказского военного округа (1997—2000). Полномочный представитель президента Российской Федерации в Южном федеральном округе (2000—2004).

## Биография
Родился 22 февраля 1946 года в д. Коханово Толочинского района Витебской области. Позже родители переехали в посёлок Лесная Волчанка Свердловской области, мать работала учителем в Школе рабочей молодёжи, отец — на разрезе. Учился в средней школе  посёлка Лесная Волчанка.

### Образование
Окончил Свердловское Суворовское военное училище в 1963 году, Ленинградское высшее общевойсковое дважды Краснознамённое командное училище имени С. М. Кирова в 1966 году, Военную академию имени М. В. Фрунзе в 1979 году, Военную академию Генерального штаба Вооружённых Сил имени К. Е. Ворошилова в 1987 году.

### Военная служба

#### СССР
С 1966 по 1976 год проходил службу в должностях командира взвода, командира мотострелковой роты, начальника штаба, заместителя, а затем командира мотострелкового батальона в Закавказском военном округе, начальника штаба и заместителя командира мотострелкового полка в Среднеазиатском военном округе. С 1979 года командовал 275-м гвардейским мотострелковым полком 18-й гвардейской мотострелковой дивизии. С 1981 года заместитель командира, и с 1982 года командир 30-й гвардейской мотострелковой дивизии в Центральной группе войск (Чехословакия).
С 1987 по 1991 год — первый заместитель командующего армией в Среднеазиатском военном округе, затем — командир 17-го армейского корпуса, заместитель командующего войсками Туркестанского военного округа (возглавлял оперативную группу Министерства обороны СССР по Казахской ССР).

#### Россия
С 1991 по 1993 год — первый заместитель начальника штаба, затем — заместитель командующего войсками Забайкальского военного округа по боевой подготовке. Генерал-лейтенант (14.11.1992). С апреля 1993 года по февраль 1996 года — начальник штаба, первый заместитель командующего войсками Забайкальского военного округа. С февраля 1996 по июль 1997 года — первый заместитель командующего войсками Северо-Кавказского военного округа. С июля 1997 года по май 2000 года — командующий войсками Северо-Кавказского военного округа. Генерал-полковник (18.12.1997). Звание генерал армии присвоено в феврале 2000-го. Погоны генерала армии Казанцеву вручил министр обороны РФ Игорь Сергеев в городе Грозном, на праздничном митинге, посвящённом Дню защитников Отечества.

#### Чечня
С августа 1999 года по апрель 2000 года — командующий Объединённой группировкой федеральных сил на Северном Кавказе при сохранении должности командующего Северо-кавказским военным округом.
В сентябре 1999 года В. Г. Казанцевым была спланирована и утверждена операция по захвату высоты 715.3 в Новолакском районе Республики Дагестан, в результате которой отряд спецназа, выполнявший операцию, подвергся нескольким авиаударам российской авиации, обстрелам боевиков и был практически полностью уничтожен. Военная прокуратура Северо-Кавказского военного округа возбудила уголовное дело по факту гибели Армавирского отряда спецназа ОСН-15. 3 октября 2000 года уголовные дела в отношении генерал-полковника Казанцева, а также генерал-лейтенанта Горбенко, генерал-майоров Терентьева и Тимченко — были прекращены.
Генерал Трошев по поводу гибели Армавирского отряда спецназа:
«Когда боевики из Чечни прорвались на Новолакском направлении, в один из моментов Казанцев проявил нетерпение. Было это в день, когда „федералы“ атаковали высоту с ретранслятором. Командующий торопил, гнал подразделения вперёд, не дождавшись поддержки авиации. В результате чёткого взаимодействия не получилось. Удар с воздуха чуть запоздал. Случай этот, правда, единичный, и Виктора Германовича трудно упрекнуть в каких-то других просчётах. Конечно, как и на всякой войне, при проведении войсковых операций возникали шероховатости: уж очень велико желание побыстрее разделаться с противником.»
В январе 2001 года по должности вошёл в состав созданного по указу Президента Российской Федерации Оперативного штаба по управлению контртеррористическими действиями в Северо-Кавказском регионе.
Уволен в запас в мае 2000 года.
По воспоминаниям генерала Геннадия Трошева, на посту командующего Северо-Кавказским ВО Виктор Казанцев проявил себя как весьма компетентный начальник, уделяющий большое внимание обустройству быта и морально-психологической обстановке в войсках округа.
С 2015 года Главный инспектор группы инспекторов Объединённого стратегического командования Южного военного округа.

### Дальнейшая деятельность
В мае 2000 года был назначен полномочным представителем Президента Российской Федерации в Южном федеральном округе, 9 марта 2004 года был освобождён от этой должности (сменён бывшим заместителем Председателя Правительства В. А. Яковлевым).
Вёл общественную деятельность, встречался с молодежью, проводил уроки мужества. Принимал участие в работе Краснодарской краевой общественной организации «Герои Отечества».
Скончался 14 сентября 2021 года в Краснодаре после тяжёлой продолжительной болезни. Похоронен с воинскими почестями на Пригородном кладбище Краснодара.

### Личность
Герой России генерал Г. Трошев описывает Виктора Казанцева как весьма одарённого человека: «Получил прекрасное образование и воспитание. Кроме военного дела, хорошо знает литературу, сам пишет стихи, играет на рояле и даже неплохо поёт. Помню вечера отдыха, которые стали проводиться в частях нашего округа при новом командующем. Чествования лучших солдат и офицеров, концерты, застолья. По себе знаю, как хорошо, душевно проходили эти мероприятия, хотя к ним меньше всего подходит этот казённый термин. Виктор Германович старался сдружить офицерские коллективы, побудить людей вместе радоваться и огорчаться, вместе преодолевать невзгоды.»

В то же время, Трошев указывает на вспыльчивый нрав Виктора Казанцева:
«Меня, не хочу скрывать, поначалу поражали в нём резкие контрасты характера. Заботясь о нормальной морально-психологической обстановке в частях округа, он был порой и первым же её возмутителем. Его грубость с подчинёнными временами переходила „критические отметки“. Стучал по столу кулаком так, что подлетали телефонные аппараты, а крепкий мат не глушили даже дубовые двери кабинета. Такой стиль общения, даже при всей „крутизне“ нынешних нравов, некоторые просто не могли перенести: генералы Б. Дюков и А. Потапов написали рапорты и перевелись из округа. Подскочила статистика инфарктов среди офицеров… Спасало одно: все знали, что командующий делает это без всякого зла, нет в нём мстительности. Да, мог нашуметь, обругать, но тут же, как ни в чём не бывало, по-дружески хлопал по плечу. Он был как климат в Забайкалье, резко континентальный — изнывающая жара днём и леденящий холод ночью. Вспыльчивый, но быстро отходит.»

## Награды и звания
- Герой Российской Федерации (4 декабря 1999 за антитеррористическую операцию в Дагестане и Чечне);
- Орден «За военные заслуги»;
- Орден Красной Звезды;
- Орден «За службу Родине в Вооружённых Силах СССР» II и III степеней;
- Медаль «За боевые заслуги»;
- Орден Дружбы (Южная Осетия, 20 сентября 2010) — за большой личный вклад в развитие отношений дружбы и сотрудничества между народами, поддержку осетинского народа и в ознаменование 20-летия Республики Южная Осетия[13];
- Благодарность Президента Российской Федерации (9 сентября 2004) — за заслуги в укреплении российской государственности и многолетнюю добросовестную службу[14];
- Благодарность Президента Российской Федерации (4 июля 2003) — за активное участие в подготовке и проведении референдума в Чеченской Республике[15];
- Благодарность Президента Российской Федерации (22 февраля 2001) — за большой вклад в урегулирование межнациональных конфликтов на Северном Кавказе[16];
- Почётный гражданин Гюмри (2003);
- Почётный гражданин Ставрополя (2002);
- Почётный гражданин Краснодара (2001);
- Почётный доктор Ростовского государственного строительного университета;
- Действительный член Академии социальных и гуманитарных наук России;
- Член Президиума Независимой Организации «Гражданское общество» и Национального Гражданского Комитета по взаимодействию с правоохранительными, законодательными и судебными органами;
- Лауреат международной премии Андрея Первозванного «За Веру и Верность» (2003) за «особый вклад в укрепление государственности и приумножение национальной славы России»;
- Кавалер Золотого почётного знака «Общественное признание».

## Семья и увлечения
Был женат, имел троих сыновей (все сыновья избрали военную карьеру, старший, Сергей Казанцев, во время Первой чеченской войны получил серьёзное ранение, стал инвалидом)).
Мастер спорта по самбо и греко-римской борьбе.

## Оценки
Герой России, генерал-полковник Геннадий Трошев в своих воспоминаниях «Моя война. Чеченский дневник окопного генерала» много писал о Викторе Казанцеве, которого он очень близко знал. Рассказав об истории службы бок о бок с ним, он особо отметил его резкий характер (вспыльчивый, порой очень грубый, но отходчивый), его успех несмотря на это в налаживании морально-психологической обстановки в частях округа, его изначальное миролюбие, сменившееся после начала вторжения боевиков в Дагестан пусть и иногда не в меру торопливой, но решительной, очень жёсткой манерой воевать, «ломал врага, как медведь».

И неудивительно, что его очень любят в Дагестане, считают освободителем
этого горного края от вражеского нашествия. Ему посвящали стихи и песни,
вручали не бог весть какие подарки простые селяне. Без натяжки можно
сказать: он стал народным героем. Его даже называли Казанцев-Дагестанский,
по аналогии с Суворовым-Рымникским.
— Геннадий Трошев. «Моя война. Чеченский дневник окопного генерала», воспоминания, книга

## Память
Именем В. Г. Казанцева названа улица в Махачкале, МАОУ СОШ № 107 Краснодаре и школа № 15 в Каспийске.
В 2022 году в Краснодаре открыт бюст Виктора Казанцева.